# Leichtathletik-Weltmeisterschaften 2011/Teilnehmer (Burundi)
| Gelbes Symbol für Goldmedaillen mit stilisierten Olympischen Ringen | Graues Symbol für Silbermedaillen mit stilisierten Olympischen Ringen | Braundes Symbol für Bronzemedaillen mit stilisierten Olympischen Ringen |
| ------------------------------------------------------------------- | --------------------------------------------------------------------- | ----------------------------------------------------------------------- |
| —                                                                   | —                                                                     | —                                                                       |

Der Leichtathletik-Verband Burundis stellte bei den Leichtathletik-Weltmeisterschaften 2011 im koreanischen Daegu zwei Teilnehmer.

## Ergebnisse

### Männer

#### Laufdisziplinen
| Athlet         | Disziplin | Vorlauf         | Vorlauf | Halbfinale | Halbfinale | Finale        | Finale        |
| Athlet         | Disziplin | Zeit            | Platz   | Zeit       | Platz      | Zeit          | Platz         |
| -------------- | --------- | --------------- | ------- | ---------- | ---------- | ------------- | ------------- |
| Gérard Gahungu | 5000 m    | 14:09,15 min PB | 32      |            |            | ausgeschieden | ausgeschieden |

### Frauen

#### Laufdisziplinen
| Athletin          | Disziplin | Vorlauf      | Vorlauf | Halbfinale | Halbfinale | Finale        | Finale        |
| Athletin          | Disziplin | Zeit         | Platz   | Zeit       | Platz      | Zeit          | Platz         |
| ----------------- | --------- | ------------ | ------- | ---------- | ---------- | ------------- | ------------- |
| Pauline Niyongere | 5000 m    | 17:23,56 min | 22      |            |            | ausgeschieden | ausgeschieden |